# BMP-2
BMP-2 (pol. BWP-2) – radziecki bojowy wóz piechoty.

## Historia
Wprowadzony do uzbrojenia w 1966 roku BMP-1 był konstrukcją rewolucyjną, ale szybko się zestarzał. Szczególnie szybko przestarzałe stało się uzbrojenie: gładkolufowa armata 73 mm 2A28 Grom i przeciwpancerny pocisk kierowany (ppk) 9M14 Malutka. Na początku lat 70. XX wieku rozpoczęto prace nad następcą BMP-1. Za najważniejszą uznano modernizację uzbrojenia.
Początkowo planowano zastąpienie armaty 2A28 działem tego samego kalibru, ale o znacznie dłuższej lufie. Ostatecznie uznano, że lepszym rozwiązaniem będzie szybkostrzelne 30 mm działko 2A42. Armatę umieszczono w nowej dwuosobowej wieży, razem ze sprzężonym karabinem maszynowym PKT. Na wieży zamocowano wyrzutnię 9P135M umożliwiającą odpalanie pocisków ppk 9M111 Fagot (AT-4 Spigot) i 9M113 Konkurs (AT-5 Spandrel). Efektem ubocznym większej wieży było zmniejszenie desantu do 7 żołnierzy. Zastosowana stabilizowana armata o długiej lufie z dużym zapasem amunicji zapewniała dużą siłę ognia, a dzięki dużemu kątowi podniesienia umożliwiała także zwalczanie śmigłowców lub celów położonych wysoko.
Prototyp nowego wozu oznaczony jako Obiekt 675 był gotowy w 1974. Po próbach wojskowych i porównawczych z prototypami innych pojazdów nowy wóz został przyjęty do uzbrojenia w 1980 jako BMP-2. Wprowadzenie go na uzbrojenie przyśpieszyła wojna w Afganistanie, gdzie odegrał istotną rolę w walkach z mudżahedinami.
Pomimo przyjęcia pod koniec lat 80. do uzbrojenia Armii Radzieckiej bojowego wozu piechoty BMP-3, BMP-2 pozostaje podstawowym bojowym wozem piechoty krajów powstałych po rozpadzie ZSRR. BMP-2 był produkowany na licencji w Czechosłowacji i Indiach. Użytkownikiem BWP-2 oprócz Rosji, Czechosłowacji i Indii były m.in.: Polska, Niemcy, Ukraina, Białoruś, Bułgaria, Algieria, Angola, Irak i Kuwejt. Ogółem wyprodukowano ok. 11 tys. pojazdów. Po BWP-1 jest to najpopularniejszy bojowy wóz piechoty w świecie.

## Służba w Wojsku Polskim
Wojsko Polskie zakupiło BMP-2 w 1989 r. Były to wozy wyprodukowane w Czechosłowacji. Ogółem dostarczono 62 pojazdy, z których większość (60 szt.) przeznaczono na uzbrojenie dwóch batalionów piechoty zmotoryzowanej 1 Praskiego Pułku Zmechanizowanego z Wesołej pod Warszawą. Pozostałe 2 szt. trafiły do ośrodka szkolenia w Międzyrzeczu. BWP-2 były zapowiedzią planowanej modernizacji polskich wojsk lądowych i stały się wizytówką ich nowoczesności na początku lat 90. Pojazdy te brały udział w licznych pokazach dla przedstawicieli władz państwowych i zagranicznych delegacji. W 1994 r. szef Sztabu Generalnego WP podjął decyzję o wycofaniu ich z uzbrojenia, uzasadniając to zbyt kosztowną eksploatacją. Początkowo zamierzano je zamienić z Białorusią na BWP-1, a gdy się to nie udało, postanowiono je sprzedać. Nabywcą polskich BWP-2 została Angola (42 szt.) i Togo (20 szt.)

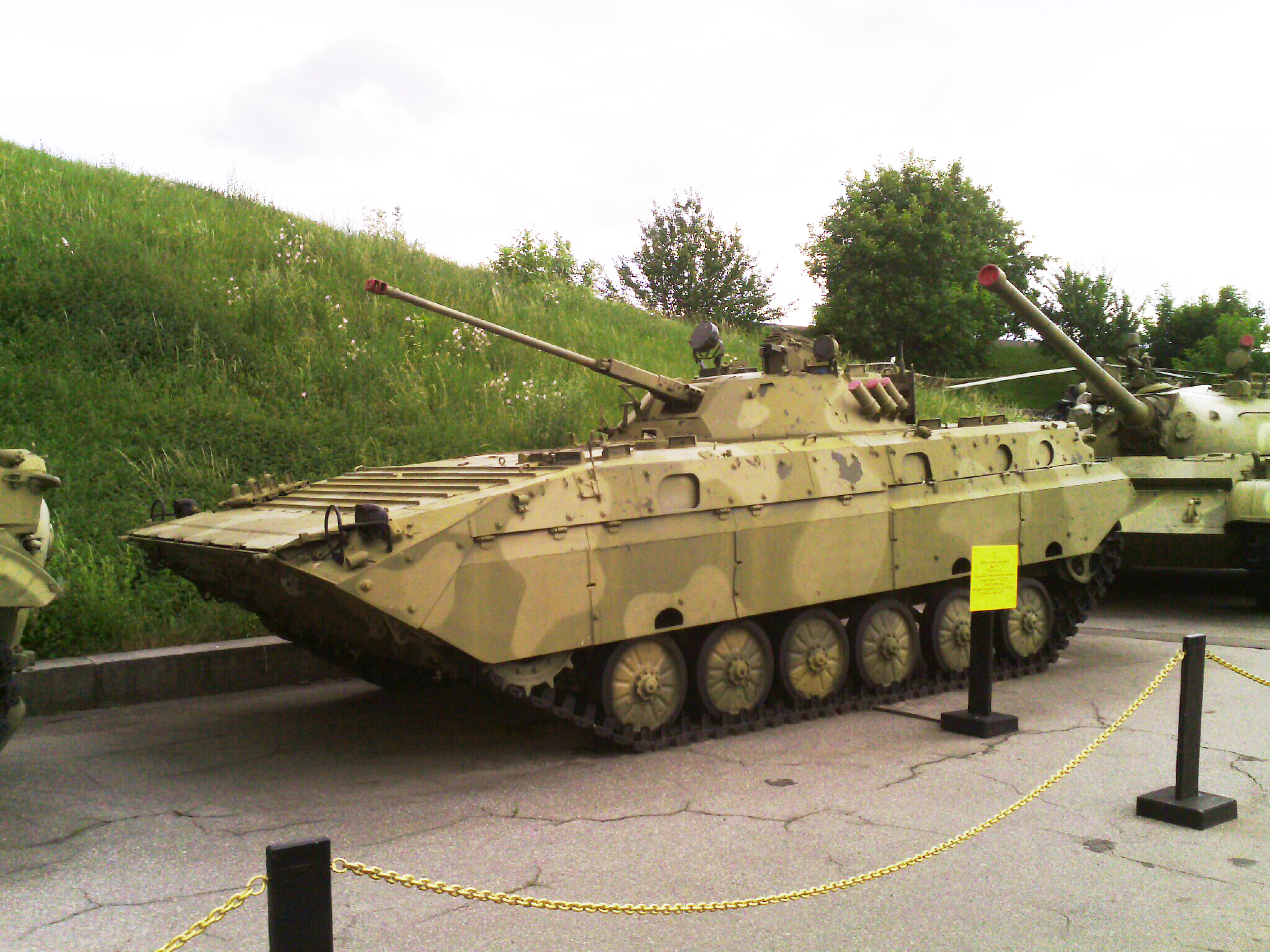
BMP-2D w muzeum w Kijowie

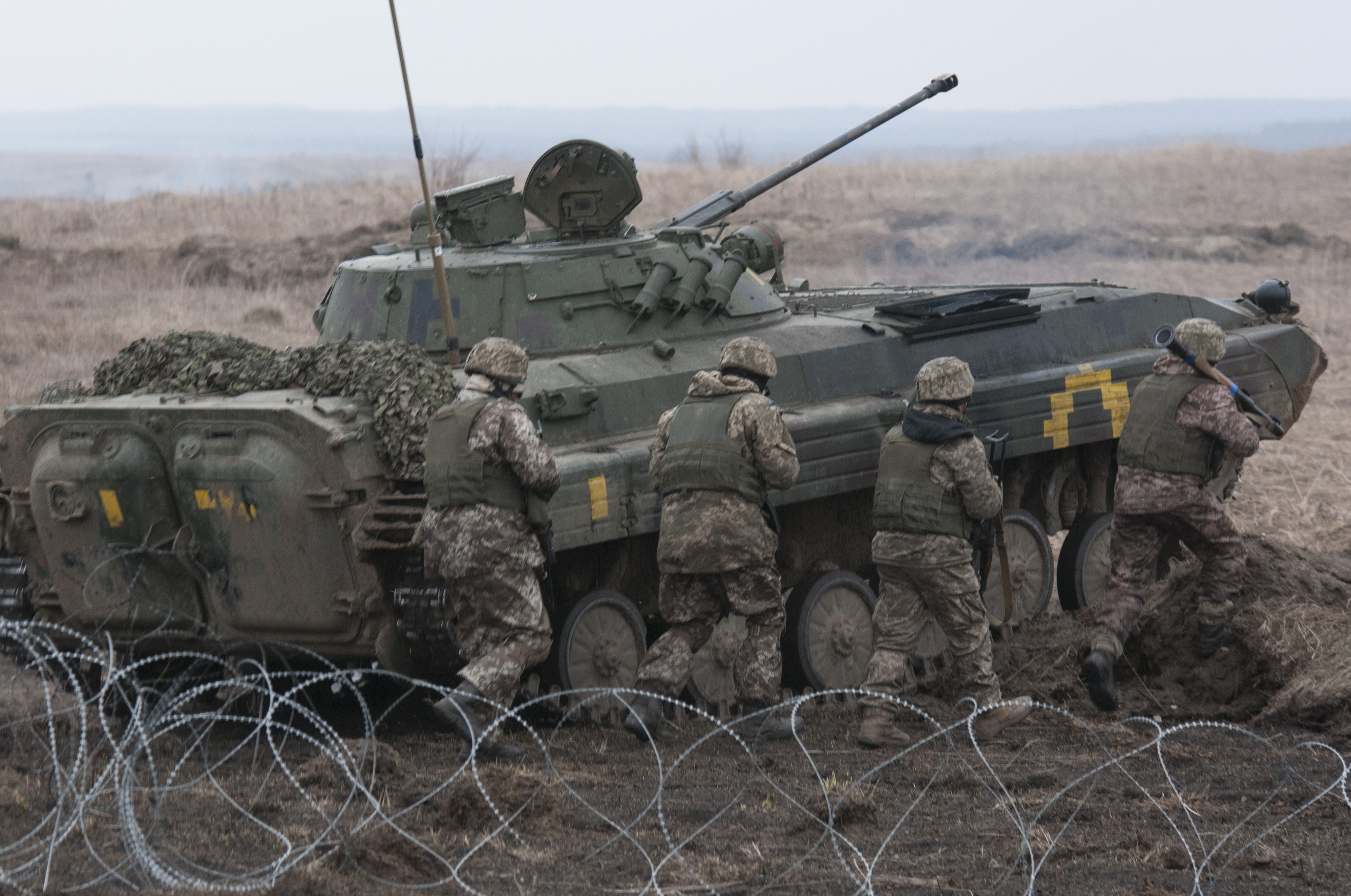
BMP-2 armii Ukrainy

## Wersje rozwojowe
- BMP-2D – wersja „afgańska” (wzmocnione opancerzenie)
- BMP-2K – wersja dowódcza
- BMP-2M – wóz uzbrojony w ppk Kornet
- BMP-2MPS – wóz dostosowany do montowania trałów przeciwminowych
- BRM-2 – wóz rozpoznawczy
- BMO-1 – wóz z miotaczami ognia
- PRP-4 – wóz rozpoznania artyleryjskiego ze stacją radiolokacyjną
- PRP-4M – wóz rozpoznania artyleryjskiego ze stacją radiolokacyjną
- PRP-4MU – wóz rozpoznania artyleryjskiego ze stacją radiolokacyjną
- IRM – wóz rozpoznania inżynieryjnego
- RChMK – wóz rozpoznania chemicznego
- BREM-4 – wóz zabezpieczenia technicznego

## Opis konstrukcji
BMP-2 jest bojowym wozem piechoty przeznaczonym do współdziałania z czołgami. Jest zdolny do przewożenia piechoty, zapewniając jej zabezpieczenie przed pociskami broni ręcznej oraz wsparcie, gdy przystępuje ona do działania poza pojazdem. BMP-2 stanowi wyposażenie piechoty zmechanizowanej. BMP-2 jest wozem pływającym.
Załogę BMP-2 tworzy dowódca, działonowy, kierowca i siedmiu żołnierzy piechoty. Kierowca zajmuje miejsce w przedziale kierowania, działonowy i dowódca w wieży, a desant w tylnej części pojazdu.
Kadłub BMP-2 tworzy sztywną skrzynię zespawaną ze stalowych blach. Część przednią tworzą dwie pochylone płyty pancerne.
W przedniej części kadłuba znajdują się przedziały kierowania i napędowy z silnikiem UTD20 S1. W środkowej przedział bojowy z wieżą, a w tylnej przedział desantu.
W przedziale napędowym umieszczony jest silnik i układ przeniesienia mocy. Napęd BMP-2 stanowi 6-cylindrowy, czterosuwowy, wysokoprężny, chłodzony cieczą silnik UTD20 S1. Jest on zbudowany w układzie V i ma pojemność 15 800 cm³ i moc 221 kW. Moment napędowy z silnika na koła napędowe jest przenoszony przy pomocy sterowanego mechanicznie i hydraulicznie mechanicznego układu przeniesienia mocy. Mechanizm przenoszenia mocy umożliwia ruch wozu do tyłu, hamowanie oraz skręcanie. Skrzynia biegów pięciobiegowa (pięć biegów do przodu + wsteczny).
BMP-2 posiada zawieszenie niezależne na wałkach skrętnych. Każde z 12 kół jezdnych jest połączone za pomocą wahacza z wałkiem skrętnym. Wahacze pierwszej, drugiej i ostatniej pary kół nośnych są dodatkowo zamocowane do teleskopowych amortyzatorów hydraulicznych dwustronnego działania. Napęd z silnika jest przekazywany na znajdujące się w przedniej części pojazdu koła napędowe. Z tyłu pojazdu znajdują się koła napinające.
W przedziale kierowania stanowisko ma kierowca. Kierowca obserwuje teren przed wozem za pomocą trzech peryskopów umieszczonych wokół włazu. Środkowy peryskop może być zamieniony na peryskop podnoszony zapewniający obserwację przy podniesionym falochronie, lub peryskop nocny. Użycie peryskopu nocnego wymaga oświetlenia terenu przed wozem reflektorem podczerwieni.
W środkowej części pojazdu znajduje się przedział bojowy z wieżą obrotową. Wieża pancerna ma kształt stożka ściętego. W wieży znajduje się zasadnicze uzbrojenie wozu: 30 mm działko 2A42 i sprzężony z nią karabin maszynowy PKT. Maksymalny kąt podniesienia armaty +75° pozwala używać jej jako broni przeciwlotniczej. Na wieży zamocowana jest wyrzutnia 9P135M umożliwiającą odpalanie pocisków ppk 9M111 Fagot i 9M113 Konkurs. Wokół wieży zamocowane jest sześć wyrzutni granatów dymnych 902W Tucza.
Działko 2A42 jest bronią automatyczną o szybkostrzelności regulowanej w zakresie 200 – 500 strz/min. Możliwe jest także prowadzenie ognia pojedynczego. Zapas amunicji to 500 nabojów (160 przeciwpancerno-smugowych BT i 340 odłamkowo—burząco-zapalających OFZ). Stosowane są naboje odłamkowe i przeciwpancerne rdzeniowe (armia indyjska używa także szwajcarskich pocisków rdzeniowych z odrzucanym płaszczem). Zapas amunicji do km PKT wynosi 2000 sztuk. Dodatkowo w wozie przewożone są 4 przeciwpancerne pociski kierowane.
Do celowania służy działonowemu dzienno-nocny celownik, a obserwację poza polem widzenia celownika zapewniają peryskopy. Do strzelań przeciwlotniczych służy specjalny celownik.
Dowódca dysponuje dzienno-nocnym przyrządem obserwacyjnym TKN-3B oraz dwoma peryskopami TNPO-170A i TNPT. Tor nocny przyrządu obserwacyjnego wymaga podświetlania obserwowanych obiektów reflektorem podczerwieni. Noktowizja pasywna zapewniała widoczność do 400 m. Powiększenie wynosi x5 i 10° widzenia, a w torze nocnym x3 i 8° widzenia. Przyrząd obserwacyjny zamontowany jest w obrotowym włazie, a dowódca może naprowadzić wieżę na wykryty cel, co było wówczas nowością w bojowych wozach piechoty na świecie.
W przedziale tylnym miejsca zajmują żołnierze desantu. Mogą oni obserwować teren z tyłu i boków wozu przy pomocy siedmiu peryskopów. W razie potrzeby mogą oni prowadzić ogień z broni osobistej przez otwory strzeleckie.